# Iditol
Iditol je šećerni alkohol. Iditol se akumulira kod obolelih od galaktokinazne deficijencije.

## Literatura
- Robyt, John F. (1997). Essentials of Carbohydrate Chemistry (1. изд.). Springer.  978-0-387-94951-2.
- Lindhorst, Thisbe K. (2007). Essentials of Carbohydrate Chemistry and Biochemistry (1. изд.). Wiley-VCH.  978-3-527-31528-4.